# Cá tầm Baikal
Cá tầm Baikal, Acipenser baerii baicalensis, là loài bản địa thuộc họ Cá tầm Hồ Baikal ở Xibia, Nga.